# Giuseppe Sculli
Giuseppe Sculli (nacido el 23 de marzo de 1981 en Locri, Italia) es un futbolista italiano que se desempeña como mediocampista en el SS Lazio de la Serie A italiana.

## Trayectoria

### Lazio
Sculli fue vendido a Lazio durante el mercado de verano del 2011 por 3,5 millones de euros. Sculli anotó sus primeros dos goles con la Lazio en la victoria 2-0 de su club contra el Palermo el 6 de marzo del 2011.
En la temporada 2011-2012 Sculli volvió a disputar la Liga Europea de la UEFA. Durante la fase de grupos Sculli convirtió 3 de los 7 tantos que permitieron a la Lazio clasificar a los dieciseisavos de final, a tres puntos del líder Sporting. Anotó tanto en el empate en casa frente al FC Vaslui, como en la igualdad de visita contra el Zürich. Además marcó el segundo gol del club Biancocelesti contra el Sporting, partido que permitió a la Lazio pasar a la siguiente ronda, gracias a que en otro partido el Zürich venció de local al Vaslui.

### Retorno al Genoa
Luego de estar un año en la institución capitalina, Sculli regresa al Genoa el 18 de enero del 2012. Disputó su primer partido desde su retorno el 19 de enero del misno año frente al Inter de Milán por los octavos de final de la Copa Italia 2011-12, encuentro que perdió el equipo de Liguria por dos a uno.

## Vida privada
Es el nieto de Giuseppe Morabito, jefe de la 'Ndrangheta, detenido en 2004.

En 2013 en Locri también detuvieron por asociación mafiosa al padre di Sculli, Francesco (funcionario del Ayuntamiento de Bruzzano Zeffirio) y a su tío Rocco Morabito.

## Estadísticas
Referencias:
| Equipo              | Partidos | Goles |
| ------------------- | -------- | ----- |
| Modena F.C.         | 31       | 8     |
| A.C. Chievo Verona  | 19       | 3     |
| Brescia Calcio      | 28       | 0     |
| F.C. Messina Peloro | 33       | 2     |
| Genoa CFC           | 138      | 25    |
| SS Lazio            | 31       | 7     |
| Total               | 280      | 45    |

## Clubes
| Club             | País   | Año           |
| ---------------- | ------ | ------------- |
| Crotone          | Italia | 2000-2002     |
| Modena           | Italia | 2002-2003     |
| Chievo           | Italia | 2003-2004     |
| Brescia          | Italia | 2004-2005     |
| Messina          | Italia | 2005-2006     |
| Genoa            | Italia | 2006-2011     |
| SS Lazio         | Italia | 2011-2012     |
| Genoa            | Italia | 2012          |
| SS Lazio         |        | 2012-2013     |
| Pescara          |        | 2013          |
| SS Lazio         |        | 2013-2014     |
| Genoa            |        | 2014          |
| SS Lazio         |        | 2014-2015     |
| Accademia Pavese | Italia | 2016-presente |